# Milan Truban
Milan Truban (1904, data de morte desconhecida) foi um ciclista iugoslavo.
Representando a Iugoslávia, competiu na prova individual e por equipes do ciclismo de estrada nos Jogos Olímpicos de Verão de 1924, disputadas na cidade de Paris, França.